# Hodango Moufou
Pour les articles homonymes, voir Hodango.
Hodango Moufou est une localité du Cameroun située dans l'arrondissement de Gazawa, le département du Diamaré et la région de l’Extrême-Nord. Elle fait partie du canton de Gazawa rural.

## Population
Lors du recensement de 2005, on y a dénombré 131 personnes.